# Nozag
Nozag kallas en horisontell metallfjäder som spänns mellan två motstående reglar i en träram och används som stoppning eller resår. Kallas även ziz-zag, serpentin.
Är en S-formad ståltråd som spänns mellan två ramar (t.ex. en sits fram- respektive bakkanter eller en ryggs översida och nedersida). Ovanpå denna S-formade stålfjäder läggs grundväv, och sedan överstoppning (pocketsprings och/eller skum), eller helt enkelt en lös plymå direkt ovan på nosagen och grundväven.
Används som resår, inte som stoppning, både för nya och gamla möbler, nyproduktion och renovering. Anses bland möbeltapetserare inte vara lika komfortabla eller hållbara som traditionella resårer i riktiga resårhus, men mycket billigare och mindre arbete (=kostnad). Används för billigare möbler. Dyrare mölbler har handknutna resårer i ett resårhus.
Nozag kallas också no-zag, No-sag (varumärke), nosag, serpentinfjäder, zicksack-fjäder, och på engelska/amerikanska för sinious springs, serpetentine springs (inte så vanligt), snake springs, zig zag springs.
Originalet "no-sag" uppfanns och patenterades av företaget Legget & Platt i USA  som började tillverkning 1937 . Därefter har det kopierats av en mängd olika företag.